# 查理·史葛 (足球運動員)
查理·湯馬士·史葛（英語：Charlie Thomas Scott，1997年9月2日一）是英國裔職業足球運動員，現效力柬埔寨足球聯賽球會萬吉吳哥。妻子是前東網體育記者兼足球評述員胡恩晴。

## 職業生涯
查理史葛出生於特倫特河畔斯托克，於2014年7月加入曼聯青年隊。2018年1月，史葛前往錫菲聯試腳，及後當月宣佈外借蘇格蘭球會咸美顿。他於2018年4月28日完成球會首場處子秀。2017-18年賽季末曼聯不獲續約而正式被放棄。
在艾川查姆跟操一段時間，於2018年11月2日簽約。他於柴郡高級盃迎戰康格爾頓鎮（Congleton Town F.C.）首次亮相，上陣90分鐘並以2-0擊敗對手，但因上陣次數不足11月尾與球會解約。
2019年1月，查理史葛加入英格蘭全國北部聯賽球會紐卡素鎮。他於1月5日以4-0擊敗拉德克利夫（Radcliffe F.C.）首次亮相。
2019年夏天，查理史葛簽約奇茲格魯夫體育。他在2019年9月離開前為球會出場四次。隨後，他於當月下旬返回紐卡素鎮。查理史葛轉折到幾支地區球隊之外，他亦投身地盤工作幫補。
經獲中介公司引薦下，史葛決定遠赴東亞，加盟香港超級聯賽球隊愉園。史葛在菁英盃分組賽迎戰晉峰首次為球隊上陣，惟僅半場便被教練團換出，最終以2比0取勝。2021年4月10日，他在港超聯對冠忠南區上陣，最終3比3賽和，他以一記靚絕遠射攻破對手大門，攻入加盟愉園處子球。2020/21香港足球明星選舉，查理·史葛成為「最佳中場」之一，更當選球員互選的「球員之星」。
2021年8月11日，史葛加入香港超級聯賽球隊傑志至2024年。
2025年1月，在印尼過得不如意的史葛拒絕了香港標準流浪的邀請，赴柬埔寨轉投萬吉吳哥。

## 職業生涯統計
最後更新：2024年12月27日
| 球會           | 球季     | 聯賽                 | 聯賽 | 聯賽 | 國內盃賽 | 國內盃賽 | 聯賽盃 | 聯賽盃 | 其他賽事 | 其他賽事 | 總數 | 總數 |
| 球會           | 球季     | 級別                 | 上陣 | 入球 | 上陣     | 入球     | 上陣   | 入球   | 上陣     | 入球     | 上陣 | 入球 |
| -------------- | -------- | -------------------- | ---- | ---- | -------- | -------- | ------ | ------ | -------- | -------- | ---- | ---- |
| 曼聯           | 2017–18  | 英格蘭超級聯賽       | 0    | 0    | 0        | 0        | 0      | 0      | 0        | 0        | 0    | 0    |
| 咸美顿（借用） | 2017–18  | 蘇格蘭超級聯賽       | 2    | 0    | 0        | 0        | 0      | 0      | 0        | 0        | 2    | 0    |
| 艾川查姆       | 2018–19  | 英格蘭足球全國聯賽北 | 0    | 0    | 0        | 0        | 0      | 0      | 1        | 0        | 1    | 0    |
| 愉園           | 2020–21  | 香港超級聯賽         | 16   | 3    | 6        | 0        | 0      | 0      | 0        | 0        | 22   | 3    |
| 傑志           | 2021–24  | 香港超級聯賽         | 32   | 5    | 31       | 6        | 0      | 0      | 4        | 0        | 67   | 12   |
| 塞曼巴東       | 2024     | 印尼甲組聯賽         | 7    | 0    | 0        | 0        | 0      | 0      | 0        | 0        | 7    | 0    |
| 生涯總數       | 生涯總數 | 生涯總數             | 0    | 0    | 0        | 0        | 0      | 0      | 0        | 0        | 0    | 0    |

1. ↑  於柴郡高級盃上陣

## 榮譽
個人
- 香港足球總會 最佳11人－中場（2020–2021季度）
- 香港足球總會 球員之星（2020–2021季度）

球會
傑志
- 香港超級聯賽冠軍（2022–23）
- 香港高級組銀牌冠軍（2022–23、2023–24）
- 香港足總盃冠軍（2022–23）
- 香港超級聯賽會盃冠軍（2023–24）

## 外部連結
- 香港足球總會網頁球員註冊資料 （页面存档备份，存于）